# Чёрная метка: Падение Сэма Экса
«Чёрная метка: Падение Сэма Экса» (англ. Burn Notice: The Fall of Sam Axe) — американский телефильм 2011 года, спин-офф популярного телесериала «Чёрная Метка». В главных ролях снимались Брюс Кэмпбелл и Киле Санчес, режиссёром выступил Джеффри Донован, который в сериале исполнил роль Майкла Вестена.
Премьера состоялась 17 апреля 2011 на телеканале USA Network.

## Сюжет
Бравый морпех Сэм Экс переспал с женой своего командира адмирала Мэйтленда, и за это его отправляют в Колумбию выслеживать местных партизан. Прибыв в Боготу на самолёте, Экс узнаёт подробности своего задания — ему нужно разобраться с бандой повстанцев Espada Аrdiente (рус. Пламенный Клинок), которые собираются напасть на лагерь организации «Врачи без границ». Вместе с отрядом колумбийских солдат под командованием команданте Веракруза Сэм Экс едет предупредить докторов, однако те не желают эвакуироваться, так как у них слишком много пациентов. Отряд останавливается недалеко от дома «Врачей», а ночью Веракруз и несколько его людей уходят якобы на разведку. Проследив за ними, Экс видит, как они разгружают ящики с оружием и подслушивает разговор солдат, из которого становится понятно, что они и есть те самые бандиты Espada Аrdiente, а после того как они уничтожат врачей, то заодно убьют Экса. Сэм имитирует своё похищение из лагеря солдат, а сам отправляется на помощь врачам.

## В ролях
- Брюс Кэмпбелл — коммандер Сэм Экс
- Киле Санчес — доктор Аманда Мэйплс
- Ронрико Ли — доктор Бен Делейни
- Педро Паскаль — команданте Веракруз
- Джон Дил — адмирал Джеймс Дж. Лоуренс
- Ильза Розарио — Беатрис
- Чандра Уэст — Донна Мэйтленд
- Алекс Фернандес[англ.] — адмирал Грегори Мэйтленд
- Джеффри Донован — Майкл Вестен (камео)

## Производство
Анонс фильма состоялся летом 2010 года на San Diego Comic-Con. Позднее было объявлено, что режиссёрское кресло займёт Джеффри Донован.
Съёмки начались в январе 2011 в Боготе, Колумбия. Перед началом съёмок был оглашён полный список актёров.